# 9. armada (Wehrmacht)
Za druge 9. armade glejte 9. armada.
9. armada (izvirno nemško 9. Armee) je bila armada v sestavi Heera (Wehrmacht) med drugo svetovno vojno.

## Vojna služba
| Datum                        | Nadrejeno poveljstvo     | Področje (vir) |
| maj - junij 1940             | Armadna skupina A        | Zahod          |
| junij 1940                   | Armadna skupina B        | Zahod          |
| julij 1940 - maj 1941        | Armadna skupina A        | Zahod          |
| maj - junij 1941             | Armadna skupina B        | Vzhod          |
| junij 1941 - december 1944   | Armadna skupina Sredina  | Zahod          |
| december 1944 - februar 1945 | Armadna skupina A        | Zahod          |
| februar - maj 1945           | Armadna skupina Weichsel | Zahod          |

## Organizacija

### Stalne enote
1940
- Höh. Arko 307
- Korück 582
- Armee-Nachrichten-regiment 511
- Armee-Nachschubführer 531

1942
- Höh. Arko 307
- Korück 532
- Armee-Nachrichten-regiment 511
- Armee-Nachschubführer 531

### Dodeljene enote
9. junij 1940
- XXXII. Armeekorps
- XVIII. Armeekorps
- XXXXIII. Armeekorps
- 88. pehotna divizija
- 96. pehotna divizija

5. junij 1941
- VI. Armeekorps
- VIII. Armeekorps
- V. Armeekorps
- II. Armeekorps
- Panzergruppe 3

4. december 1941
- XXIII. Armeekorps
- VI. Armeekorps
- XXVII. Armeekorps

11. maj 1942
- Korps Esebeck
- Korps Raus
- XXIII. Armeekorps
- XXVII. Armeekorps
- VI. Armeekorps
- XXXXI. Armeekorps

1. december 1942
- VI. Armeekorps
- XXX. Armeekorps
- XXXXI. Armeekorps
- XXIII. Armeekorps
- XXVII. Armeekorps
- XXXIX. Armeekorps

7. julij 1943
- XXIII. Armeekorps
- XXXXI. Armeekorps
- XXXXVII. Armeekorps
- XXXXVI. Armeekorps
- XX. Armeekorps

3. december 1943
- XXXXI. Armeekorps
- LV. Armeekorps
- XXIII. Armeekorps
- XXXV. Armeekorps

15. junij 1944
- XXXV. Armeekorps
- XXXXI. Armeekorps
- LV. Armeekorps

26. november 1944
- XXXXVI. Armeekorps
- VIII. Armeekorps

1. marec 1945
- CI. Armeekorps
- XI. SS-Armeekorps
- V. SS-Armeekorps
- 10. tankovsko-grenadirska divizija

## Poveljstvo
Poveljnik
- Generalpolkovnik Adolf Strauß (30. april 1940 - 14. maj 1940)
- Generalpolkovnik Johannes Blaskowitz (14. maj 1940 - 29. maj 1940)
- Generalpolkovnik Adolf Strauß (29. maj 1940 - 15. januar 1942)
- Generalfeldmarschall Walter Model (15. januar 1942 - 1. september 1942)
- Generalpolkovnik Heinrich von Viettinghoff-Scheel (1. september 1942 - 1. december 1942)
- Generalfeldmarschall Walter Model (1. december 1942 - 4. november 1943)
- Generalpolkovnik Josef Harpe (4. november 1943 - 30. november 1943)
- Generalfeldmarschall Walter Model (30. november 1943 - 9. januar 1944)
- Generalpolkovnik Josef Harpe (9. januar 1944 - 20. maj 1944)
- General pehote Hans Jordan (20. maj 1944 - 27. junij 1944)
- General tankovskih enot Nikolaus von Vormann (27. junij 1944 - 21. september 1944)
- General tankovskih enot Smilo Freiherr von Lüttwitz (21. september 1944 - 9. januar 1945)
- General pehote Theodor Busse (9. januar 1945 - 8. maj 1945)